# The Slip
A The Slip (más néven Halo 27) a Nine Inch Nails amerikai industrial rockzenekar nyolcadik nagyobb stúdió kiadványa. Az album ingyenesen letölthető formában jelent meg 2008. május 5-én a hivatalos Nine Inch Nails weboldalon. Az album minden előzetes bejelentés vagy reklám nélkül jelent meg, hasonlóan a zenekar előző, két hónappal korábbi Ghosts I–IV c. kiadványához. Az album producerei Trent Reznor mellett Atticus Ross és Alan Moulder. A The Slip Creative Commons licenc alatt jelent meg, a rajongók feltölthetik remixeiket a hivatalos NIN remix weboldalra. A kritika többnyire kedvezően fogadta az albumot és terjesztési modelljét. Az albumot népszerűsítő "Lights in the Sky" elnevezésű turné július végén indult Észak-Amerikában.

## Felvétel
Egy hónapos dalírást követően a The Slip felvételei három hét alatt, Reznor otthoni stúdiójában zajlottak. Az album producere Atticus Ross, a keverést Alan Moulder végezte. Zenészként közreműködtek a NIN koncertzenekarából Josh Freese, Robin Finck, és Alessandro Cortini. A felvételi munkálatok alatt, még az album befejezése előtt Reznor személyesen küldte el a rádióknak az album első és egyetlen kislemezét, "Discipline" címmel. Reznor elmondása szerint a számlista és a dalszövegek szerdán (május 1.) készültek el, a végső keverés és szekvenszer-munkálatok csütörtökön, a masterelés pénteken, az artwork szombaton, és az album vasárnap (május 5.) jelent meg. Reznor a gyors munkatempót így értékelte: „Nagyszerű volt… Ilyet eddig sosem csinálhattál volna”, utalva korábbi, kiadóival folytatott küzdelmeire.

## Megjelenés
A megjelenés előtt a "Discipline" c. kislemez ingyenesen letölthető formában felkerült a hivatalos Nine Inch Nails oldalra, majd egy másik dal, az "Echoplex" az iLike oldalon jelent meg ugyanígy. A két MP3 ID3 kódjában szereplő szöveg a Nine Inch Nails weboldalra látogatást ajánlotta 2008. május 5-én. Május 5-én ingyenes letöltés formájában felkerült az album MP3 formátumban a hivatalos NIN weboldalra egy üzenettel Reznortól: „köszönöm nektek a folyamatos és kitartó támogatást az évek során – ezt én állom”.
Az előző, Ghosts I–IV c. Nine Inch Nails stúdióalbumhoz hasonlóan a The Slip is Creative Commons licenc alatt jelent meg, tehát bárki felhasználhatja vagy átdolgozhatja az anyagot bármilyen nem kereskedelmi célból, amennyiben jelzik a szerzőt és a munka eredménye ugyanilyen licenc alatt jelenik meg. A weboldal ezt kiegészíti még azzal is, hogy „arra biztatunk, hogy remixeld, oszd meg a barátaiddal, tedd fel a blogodra, játszd a podcasteden, add oda idegeneknek stb.” Hasonlóan a Ghosts I–IV és a Year Zero albumokhoz, a multitrack fájlokat is elérhetővé tették a remix.nin.com oldalon.

### Kiadások
Az album öt különböző audio formátumban tölthető le: VBR V0 MP3, FLAC és Apple Lossless veszteségmentes formátumokban, valamint 24-bit, 96 kHz FLAC és WAV fájlok formájában. A Ghosts I-IV albumhoz hasonlóan minden számhoz külön kép tartozik az artworkben. A dalszöveg az ID3 tagekbe van kódolva, amelyet az arra alkalmas médialejátszók megjelenítenek.
A The Slip CD formájában az Egyesült Államokban és Kanadában 2008. július 22-én jelent meg. A hatoldalas, világszerte 250,000 példányban megjelenő sorszámozott digipack tartalma a cd-n kívül egy próbafelvételeket tartalmazó dvd, egy 24 oldalas füzet, és egy matrica csomag. A 180 gramm gatefold vinyl LP, amely szintén tartalmazza a 24 oldalas füzetet, 2008. augusztus 4-én jelenik meg Európában, az USA-ban egy nappal később. 2008 júliusától a The Slip megvásárolható az iTunes Music Store rendszerén keresztül is.
2008. július 23-ig az albumot a hivatalos hírlevél szerint 1.6 millió alkalommal töltötték le a Nine Inch Nails honlapról az online megjelenése óta.

Ez a szám nem tükrözi a teljes terjesztett mennyiséget, mivel az album nem kereskedelmi licenc alatt jelent meg, valamint a honlapról elérhető torrent letöltések sem számítanak bele.

## Zene
Az IGN szerint a "Discipline" és az "Echoplex" olyan zenekarokat idéz, mint „egy kis Depeche Mode, Bauhaus, hozzá egy kevés Siouxsie and the Banshees.”

Richard Cromelin a Los Angeles Times újságírója szerint a The Slip „homályosabb és kevésbé fülbemászó, mint az utolsó néhány hagyományos NIN album”, de amikkel „Reznor az industrial rock fülsértő hangjait vegyíti … az a célratörő, punkos letámadás, a rendíthetetlen, időnként klausztrofóbiás hangulat, és az elidegenedés forgatókönyve.”
 
A The Cleveland Free Times szerint a „The Slip többé-kevésbé összefoglalja a Reznor által eddig, közel két évtizedes karrierje során érintett területeket”, az album hangzását a Pretty Hate Machine és a The Downward Spiral „éles de ellenállhatatlan ütemeihez” hasonlítja, valamint az 1999-es The Fragile „nehezen megfogható atmoszférájához”.
 
A The New York Times szerint „a zene újraéli a Nine Inch Nails múltját, az agyontaposó hard rocktól a dance klub ütemekig, a zongora balladákig, a kérlelhetetlenül építkező instrumentális darabokig.”

## Fogadtatás
A The Slip fogadtatása a sajtó részéről többnyire pozitív volt, a Metacritic kilenc lemezkritika alapján átlagban 77%-ra értékelte.
 
Az IGN 10 pontból 8.8-at adott az albumra, mondván „egyszerűen a The Slip egy nagyszerű lemez.” A SputnikMusic kritikája bár többségében pozitív, úgy jellemezte az albumot, hogy „inkább dalok gyűjteménye, mint album. Nincs igazán lényege.” 
A Toronto Star szerint a The Slip „egyáltalán nem a felesleg, ez igazi ajándék a rajongóknak”. 
A Pitchfork Media 10-ből 7.5 pontra értékelte az albumot, megállapítva, hogy „Reznor egyedülálló képessége, hogy dühös industrial döngetéseket balladákkal és instrumentális ambient szakaszokkal vegyítsen, a The Downward Spiral óta nem volt ilyen jó formában”. 
A LA Weekly szerint „Zeneileg ez a legmerészebb munkája a The Fragile óta, az üzleti modelljében pedig ihlet van – ha fenntarthatatlan is.”
A Ghosts I–IV esetéhez hasonlóan, az album szokatlan terjesztési módja a különböző hírügynökségek figyelmét is felkeltette. Az ABC News a fogyasztókat arról kérdezte, hogy „fizetnének-e újra egy albumért”, hozzátéve, hogy „most, hogy a NIN is beszállt a játékba, nehéz vitatni, hogy ez bármi más lenne, mint a jövő előhírnöke”. 
Az album terjesztését kommentálva a U.S. News & World Report munkatársa, Dave LaGesse úgy fogalmazott, hogy „Ez a lépés egy még tisztább játék része, mint amit a Radiohead csinált a legutóbbi, In Rainbows c. albumával.”

## Számlista
Az összes szám dal- és zeneszerzője Trent Reznor.
1. "999,999" – 1:25
2. "1,000,000" – 3:56
3. "Letting You" – 3:49
4. "Discipline" – 4:19
5. "Echoplex" – 4:45
6. "Head Down" – 4:55
7. "Lights in the Sky" – 3:29
8. "Corona Radiata" – 7:33
9. "The Four of Us Are Dying" – 4:37
10. "Demon Seed" – 4:59

## Közreműködők
- Trent Reznor – előadás, producer, dalszerző, művészeti vezető
- Josh Freese – előadás
- Robin Finck – előadás
- Alessandro Cortini – előadás
- Atticus Ross – producer, programozás, hangmérnök
- Alan Moulder – keverés, producer, hangmérnök
- Michael Tuller – hangmérnök
- Brian Gardner – masterelés
- Steve "Coco" Brandon – szoba hangolás
- Rob Sheridan – művészeti vezető